# Nea Chalchidona
Nea Chalchidona (in greco Νέα Χαλκηδόνα?) è un ex comune della Grecia nella periferia dell'Attica (unità periferica di Atene Centrale) con 10 112 abitanti secondo i dati del censimento 2001.
È stato soppresso a seguito della riforma amministrativa, detta Programma Callicrate, in vigore dal gennaio 2011 ed è ora compreso nel comune di Filadelfia-Chalkidonia.
Il sobborgo è situato a 5 km a nord del centro di Atene. La sua area edificata è continua con quella di Atene e con le periferie settentrionali circostanti di Agioi Anargyroi. Per il sobborgo passano l'autostrada A1 (da Atene a Salonicco) e la strada nazionale EO1. La stazione della metropolitana più vicina è Ano Patissia.